# Lim
För andra betydelser, se Lim (olika betydelser).

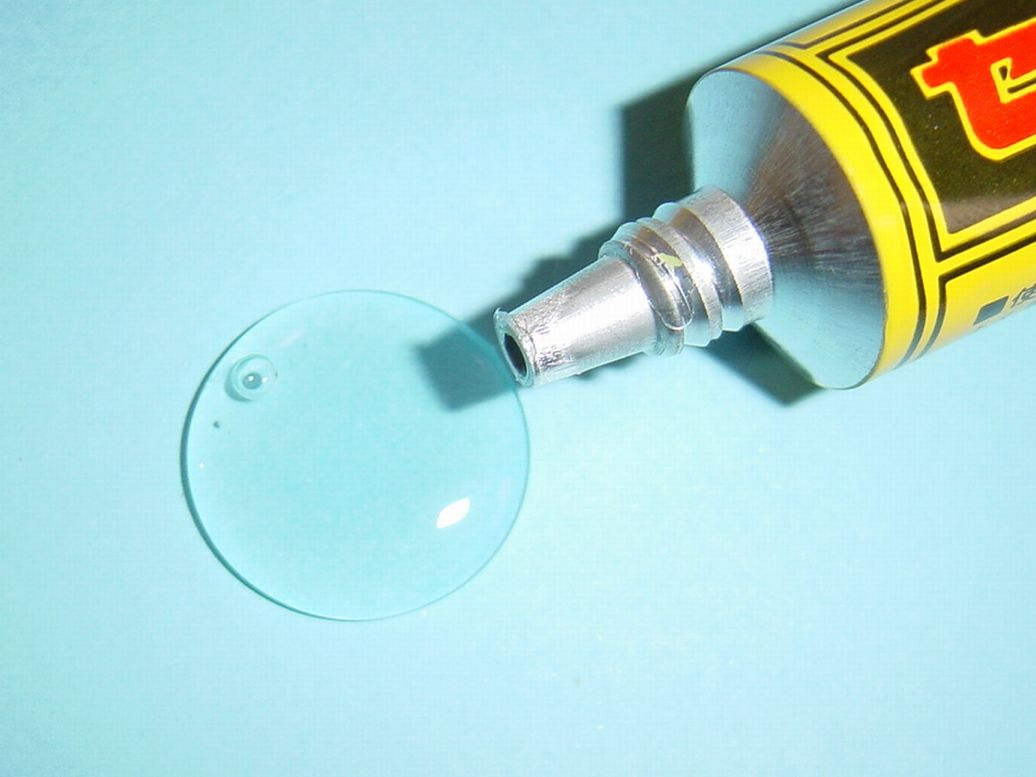
Hushållslim

Lim eller klister är samlingsnamnen på det bindemedel i flytande form som används för att foga tillsammans två eller flera fasta kroppar (limförband). Lim för ark, folier och andra tunna eller mjuka kroppar kallas ofta för klister.

## Lim eller klister?
Historiskt sett är lim bindemedel framställda ur en animalisk naturprodukt, till exempel fiskskinn eller djurhudar, som framställs genom kokning. Klister kan framställas från vegetabiliska råvaror eller kemiska. Kaseinlim är framställt ur kasein samt stärkelseklister som är framställt ur stärkelse. I och med introduktionen av syntetiskt framställda häftämnen har betydelseskillnaderna mellan lim och klister avtagit. I artikeln används för enkelhetens skull "lim", även om "klister" i vissa fall skulle vara mer korrekt.

## Princip
Lim binder samman föremål genom adhesion till de ytor som ska sammanfogas tillsammans med kohesion inom limfogen, och består ofta av stora molekyler som hänger samman. Råvaran till lim kallas limämne.

## Huvudtyper av lim
Det går att dela in lim i tre olika huvudtyper beroende på deras funktion.
- Torkande lim, lim som verkar genom att lösningsmedlet avdunstar
- Smältlim, plaster som värms upp till flytande form och som efter avsvalning stelnar och fungerar som ett lim.
- Härdande lim, lim som verkar genom att det reagerar kemiskt. Detta sker antingen under inflytande av ultraviolett ljus eller värme om det rör sig om enkomponentslim, eller med ett annat ämne, d.v.s. ett tvåkomponentlim

## Enkomponentlim
Enkomponentslim är den vanligaste typen av lim och klister. Allt som behövs för limningen finns i samma tub, burk eller flaska.
Oftast härdar limmet genom att dess lösningsmedel dunstar bort i luften och limbasen blir kvar i fogen. Det finns även speciella typer av enkomponentlim, till exempel sådana som härdas av ultraviolett ljus eller värme.
Somliga häftämnen härdar genom kemisk reaktion med luftens syre eller fuktighet, d.v.s. vatten. Egentligen kan dessa ämnen anses vara tvåkomponentlim, eftersom särskilt härdämne inte behöver tillsättas utan tas från den omgivande miljön. Exempel på detta är linolja och silylterminerad polyeter.
Exempel på enkomponentlim är trälim, limstift, Karlssons klister, superlim och kontaktlim.

### Superlim
Enkomponentlim baserat på cyanoakrylat marknadsförs ofta som "superlim" (även "sekundlim" eller "snabblim"). Limmet är mycket lättflytande och härdar snabbt, särskilt då det ligger i ett tunt skikt mellan två sammanpressade ytor. Hållfastheten är hög, men förmågan att fylla ut ojämnheter i de sammanlimmade ytorna är dålig. Denna egenskap gör dock att en limfog mellan ytor med god passform blir nästan osynlig. Med hjälp av tillsatsämnen kan limmet både göras trögflytande och utfyllande. Superlim fäster bra på de flesta hårda material samt på vissa mjuka material, till exempel mellan fingrar. Superlim som inte härdat färdigt kan lösas med aceton. Superlim har även börjat användas inom medicin för att försluta mindre sår i stället för att sy till exempel Epiglu sårlim.

## Tvåkomponentlim
Limmet består av härdare och bas som förvaras i var sin behållare och som blandas i önskad mängd innan applicering. Oftast är båda komponenterna trögflytande vätskor eller geléer, men pulver+vätska förekommer också. Tvåkomponentlim behöver normalt inte luft för att stelna då en kemisk reaktion inträffar mellan de ingående ämnena. Den tid ett tvåkomponentlim är användbart från blandningstillfället är begränsad, och det hjälper inte att förvara blandat lim i slutet kärl för att förhindra härdning. Ett tvåkomponentlim som börjat härda kan inte "lösas" igen genom att tillsättning av lösningsmedel eller tillförsel av mer av någon av de ingående komponenterna.
De flesta tvåkomponentlim krymper inte särskilt mycket när de stelnar vilket gör att limmet också kan användas som spackel. Tvåkomponentlim brukar dessutom vara vattenbeständiga.
En speciell form av tvåkomponentlim är de lim där man penslar härdare på den ena ytan och limbas på den andra innan ytorna pressas ihop.
Det kan vara svårt att lösa upp en limmad fog, men limmet kan fås att släppa om man värmer fogen, förutsatt att de sammanlimmade materialen tål det. Efter värmningen har limmet förlorat mycket av sin styrka och man bör inte försöka fästa ihop ytorna igen genom att värma upp limmet.
Tvåkomponentlim är lämpligt för porslin, glas, stengods och sten, samt tillverkning av skeddrag. Limmet gulnar dock med tiden vilket gör det mindre lämpligt för vitt porslin och ofärgat glas. De vanligaste typerna av tvåkomponentlim för hemmabruk är epoxilim (handelsnamn Araldit, Plastic Padding m fl), samt plastspackel typ polyesterspackel.

## "Svetsning"
Vissa material kan sammanfogas genom påpensling av lösningsmedel, som löser upp själva materialet. Exempel på detta är plexiglas, som kan sammanfogas genom påpensling av isättika. Isättikan bidrar inte själv till sammanhållningen, utan sedan den avdunstat återstår bara en fullständigt homogen rymd av plexiglas. Egentligen är denna fogmetod inte limning i ordets definitionsmässiga betydelse, men i överförd bemärkelse kan man kalla metoden som ett slags (kall)svetsningsförfarande, även om man i dagligt tal kallar det för att "limma med isättika".
Motsvarande sammanfogning kan man göra även med lösningsmedlet trikloretylen på vissa andra termoplaster.

## Upplösning av lim
Trälim kan lösas upp med värme, till exempel med en hårtork, vilket gör limfogen mjuk.

## Historia
Förutom bitumen gjordes de tidiga limmen uteslutande av antingen material från djurkroppar (animaliska) eller från växter (vegetabiliska). Exempel på animaliska lim är hudlim, benlim, fisklim, blodalbuminlim samt kaseinlim. De karaktäriseras också som verkliga eller naturliga, eftersom de i sitt jungfruliga tillstånd inte innehåller några högteknologiska substanser.
Exempel på växtbaserade lim är stärkelsebaserade lim samt växtlim som härrör från hartser och växtgummin. Ett enkelt lim som används än idag är tapetklister vilket blandas av potatismjöl som får svälla i vatten.